# Tamura

Tamura (田村市 Tamura-shi?) este un municipiu din Japonia, prefectura Fukushima.